# Hanston
Hanston – miasto w Stanach Zjednoczonych, w stanie Kansas, w hrabstwie Hodgeman.